# Holger Pohland
Holger Pohland (ur. 5 kwietnia 1963 w Dornreichenbach, obecnie część Lossatal) – niemiecki lekkoatleta, płotkarz, medalista halowych mistrzostw Europy. Do 1990 reprezentował Niemiecką Republikę Demokratyczną.

## Kariera sportowa
Zdobył złoty medal w biegu na 110 metrów przez płotki na mistrzostwach Europy juniorów w 1981 w Utrechcie, wyprzedzając innego reprezentanta NRD Andreasa Oschkenata. Zajął 8. miejsce w tej konkurencji na mistrzostwach Europy w 1982 w Atenach. Odpadł w półfinale  biegu na 60 metrów przez płotki na halowych mistrzostwach Europy w 1985 w Pireusie.
Zdobył brązowy medal w biegu na 60 metrów przez płotki na halowych mistrzostwach Europy w 1986 w Madrycie, przegrywając jedynie z Javierem Moracho z Hiszpanii i Daniele Fontecchio z Włoch. Na halowych mistrzostwach Europy w 1989 w Hadze wywalczył srebrny medal w tej konkurencji, za Colinem Jacksonem z Wielkiej Brytanii, a przed Philippe’em Tourretem z Francji, a na halowych mistrzostwach świata w 1989 w Budapeszcie zajął 4. miejsce. Zajął 4. miejsce w biegu na 110 metrów przez płotki zawodach pucharu świata w 1989 w Barcelonie. Odpadł w eliminacjach biegu na 60 metrów przez płotki na halowych mistrzostwach Europy w 1990 w Glasgow i półfinale tej konkurencji na halowych mistrzostwach świata w 1991 w Sewilli.
Był mistrzem NRD w biegu na 110 metrów przez płotki w latach 1986 i 1988–1990 oraz wicemistrzem w 1981, 1982 i 1984, a także mistrzem w sztafecie 4 × 100 metrów w 1986 i brązowym medalistą w 1982. W hali był mistrzem NRD w biegu na 60 metrów przez płotki w 1985, 1986, 1989 i 1990 oraz brązowym medalistą na tym dystansie w latach 1982–1984. Po zjednoczeniu Niemiec był halowym wicemistrzem tego kraju w biegu na 60 metrów przez płotki w 1991.
Rekordy życiowe Pohlanda:
- bieg na 110 metrów przez płotki – 13,40 s (21 czerwca 1986, Tallinn)
- bieg na 50 metrów przez płotki (hala) – 6,54 s (4 lutego 1989, Berlin)
- bieg na 60 metrów przez płotki (hala) – 7,63 s (24 lutego 1991, Karlsruhe)